# La madre degli elefanti
La madre degli elefanti (The Elephant Queen) è un film documentario del 2018 diretto da Victoria Stone e Mark Deeble. Il film è stato prodotto da Lucinda Englehart sotto lo stendardo di Deeble & Stone. Il film vede come protagonista Chiwetel Ejiofor.
Il film ha vinto l'International Green Film Award al Cinema for Peace Awards nel 2019. Lo stesso anno ai Critics 'Choice Movie Awards, La madre degli elefanti è stato nominato per il miglior documentario scientifico / natura e migliore narrazione.

## Trama
Atena, una madre elefante di 50 anni, è una matriarca di un branco di sole femmine, che comprende la madre Mala, la figlia maggiore Milli e il neonato Mimi. Gli elefanti vivono in una zona bucolica denominata The Kingdom, con pozze d'acqua che ospitano anche rane toro, camaleonti, scarabei stercorari, killifish e tartarughe d'acqua dolce. Nel film gli animali sono rappresentati come personaggi dotati di personalità, che vivono in armonia simbiotica. Una siccità costringe il gregge a lasciare il proprio ambiente e a viaggiare lontano verso una savana: il gruppo deve mangiare e bere molto per sopportare il percorso di 200 miglia che li porta alla prossima pozza d'acqua. La matriarca Atena deve prendere decidere se aspettare che Mimi diventi più forte per il lungo viaggio, mettendo a rischio tutta la sua famiglia, o se partire nonostante il piccolo non sia ancora pronto a un viaggio tanto impegnativo.

## Cast
L'attore Chiwetel Ejiofor narra il viaggio della famiglia degli elefanti.

## Produzione
Nel 2009 un periodo di forte siccità ha colpito il Parco Nazionale di Amboseli, in Kenya, evento che "ha aperto gli occhi" per raccontare la storia degli elefanti.

## Distribuzione
Il 27 gennaio 2019 il film è stato presentato in anteprima al Sundance Film Festival . Il film è stato anche proiettato al Montclair Film Festival, Sydney Film Festival, e al Toronto International Film Festival . Il film è stato successivamente reso disponibile per lo streaming su Apple TV+ il 1º novembre 2019.